# Đẳng nha sọc
Đẳng nha sọc (danh pháp khoa học: Isodon lophanthoides) là một loài thực vật có hoa trong họ Hoa môi. Loài này được (Buch.-Ham. ex D.Don) H.Hara mô tả khoa học đầu tiên năm 1985.